# Ляшко Андрій Андрійович
Андрі́й Андрі́йович Ляшко́ (31 серпня 1974 — 29 серпня 2014) — солдат резерву Міністерства внутрішніх справ України, учасник російсько-української війни.

## Життєвий шлях
Народився 1974 року в селі Рябушки (Лебединський район, Сумська область); закінчив місцеву школу. Працював у царині промислового альпінізму.
З початком Революції Гідності долучився до лав «Правого сектора». Навесні 2014-го пішов добровольцем, розвідник, командир 4-го відділення 3-го взводу 3-ї роти, 2-й батальйон спеціального призначення НГУ «Донбас», псевдо «Нац».
Брав участь у боях за Попасну, Лисичанськ. 29 серпня 2014-го підрозділ здійснював операцію зі знешкодження терористів, вранці на під'їзді до села Червоносільське загинув, коли переміщався з вантажівки, якою їхав — куля влучила в серце. Вояків обстріляли російські військовослужбовці. «Нацик» віддав команду відділенню покинути машину та бігти в укриття, сам побіг попереду бійців. Вояки побачили, як він упав, перевернувши та розстебнувши бронежилет, помітили вхідний отвір над серцем.
3 вересня тіло Андрія разом з тілами 96 інших полеглих у Іловайському котлі привезено до дніпропетровського моргу. 16 жовтня 2014-го тимчасово похований на Краснопільському цвинтарі як невпізнаний захисник України.
Упізнаний за тестами ДНК, перепохований 28 січня 2015-го в Рябушки.
Без Андрія лишилися мама Валентина Іванівна та брати Олексій і Олександр.

## Нагороди та вшанування
За особисту мужність і героїзм, виявлені у захисті державного суверенітету та територіальної цілісності України, вірність військовій присязі під час російсько-української війни, відзначений — нагороджений
- орденом «За мужність» III ступеня (посмертно)
- Його портрет розміщений на меморіалі «Стіна пам'яті полеглих за Україну» у Києві: секція 3, ряд 8, місце 19
- Вшановується 29 серпня на щоденному ранковому церемоніалі вшанування українських захисників, які загинули цього дня у різні роки внаслідок російської збройної агресії[1]
- Іловайський Хрест (посмертно)
- на будівлі рябушківської школи встановлено меморіальну дошку його честі[2]